# Burning Sun-botrány
A Burning Sun-botrány (hangul: 버닝썬 게이트, „Burning Sun gate”) egy 2019 folyamán kipattant botrány volt a dél-koreai szórakoztatóiparban, melyben koreai hírességek, köztük ismert K-pop-idolok és rendőrtisztek is érintettek voltak. 2019. január 28-án az MBC híradója beszámolt egy 2018 novemberében történt állítólagos támadásról, mellyel kapcsolatban egy férfi tett feljelentést a Burning Sun nevű prominens szöuli klub egyik alkalmazottja ellen. 
A fővárosi rendőrség a nyomozás során prostitúcióra, illegális drogkereskedelemre és rendőrségi korrupcióra derített fényt.
A botrány tovább dagadt, amikor kiderült, hogy több híresség is részt vett egy chatszobában, ahol Csong Dzsunjong (Jeong Junyeong) előadóművész a nők tudta és beleegyezése nélkül filmre vette a szexuális együttléteiket. A chatszobában nemi erőszak felvételeit is megosztották. Jong Dzsunhjong (Yong Junhyeong) a Highlight együttes tagja, valamint Cshö Dzsonghun (Choi Jonghun), az F.T. Island együttes tagja visszavonult a szórakoztatóiparból, miután kiderült, hogy tagjai voltak a chatszobának. Seungrit, a Big Bang együttes tagját, aki a Burning Sun klub egyik igazgatója volt, megvádolták szexuális zsarolással, amit követően kilépett az együtteséből.
Az eset kivizsgálása és a bírósági eljárások egészen 2022-ig tartottak. Seungrit a bíróság kilenc vádpontban bűnösnek találta és három év letöltendő szabadságvesztésre ítélte, végül a büntetését másfél évre csökkentették. Csong Dzsunjong (Jeong Junyeong)ot öt év börtönre ítélték öntudatlan nők megerőszakolása és a róluk készült videók megosztása miatt. Cshö Dzsonghun (Choi Jonghun)nak 2 év hat hónapot kellett börtönben töltenie szintén nemi erőszak miatt.
Az eset nagy vihart kavart nem csak Dél-Koreában, de a külföldi sajtó is részletesen cikkezett róla. A nagynevű sztárok, különösen a korábban igen népszerű Seungri részvétele miatt még nagyobb figyelmet kapott. Újra fellángoltak Koreában a molkhával (molkával) (nők ellen elkövetett rejtett kamerás bűncselekmények) kapcsolatos viták, politikusok azon vitatkoztak, hogyan kellene a helyzetet kezelniük. Többezer fős tüntetéseket tartottak Szöulban a molkha (molka)-bűncselekmények ellen, erőteljes kritika érte a K-pop-ipart a nők szexuális tárgyként való felhasználása miatt, a K-pop-ügynökségek részvényei zuhanni kezdtek. Az eset azonban semmilyen rendszerszintű változást nem indított el a koreai szórakoztatóiparban, egyes kritikusok szerint általánosságban véve a „szőnyeg alá söpörték” az ügyet, amilyen gyorsan csak lehetett.

## Háttér

### Seungri üzleti háttere

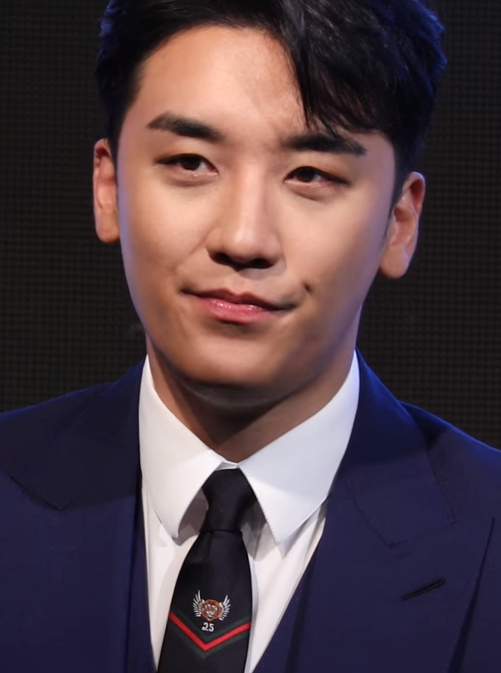
Seungri 2018-ban

Seungri (승리, „győzelem”) I Szunghjon (Lee Seung-hyeon) néven született és a Big Bang együttes legfiatalabb tagjaként 28 éves volt a botrány kirobbanásakor. Seungri a zenei pályafutása mellett üzleti karriert is épített, többféle üzleti érdekeltsége is volt, többek között egy japán rámenétteremlánc, kozmetikumok, gofrizó és egy, a YG Entertainmenttel közösen létrehozott lemezkiadó. Emellett különféle technológiákba is befektetett, úgy mint a biotechnológia és a nanotechnológia, valamint a porviharok ellen védő maszkok fejlesztése. Voltak rosszul sikerült vállalkozásai is, és be kellett zárnia sikeres ének- és táncakadémiáját, miután az egyik helyszínen szülők panaszkodtak arra, hogy „túlságosan bizalmas” kapcsolat alakult ki az egyik oktató és a diákok között. 2018-ban az informatika iránt is érdeklődni kezdett, egy virtuális valósággal foglalkozó cég kreatív igazgatója lett és Szingapúrban egy ilyen szórakoztatópark megniytásában is részt vett.
Seungri életét és üzleti tevékenységét az SBS csatorna egyik népszerű műsora is bemutatta, ahol többek között azzal is foglalkoztak, hogy négy nyelven beszél és drága üdülőkben rendez partikat. 2018-ban a The Chosun Ilbo egyik riportja szerint későn került reflektorfénybe, mert nehezen tudta túlszárnyalni az együttes többi tagjának népszerűségét. Seungri úgy nyilatkozott, hogy éppen ezért kezdett el idegen nyelveket tanulni és üzleti vállalkozásokat indítani, mert úgy érezte, a rajongók „keresztülnéznek rajta és nem értékelik eléggé”, a vállalkozások terén pedig nem kellett versengenie a többiekkel.
Utolsó nagylemeze The Great Seungri címmel jelent meg, mely A nagy Gatsby című regényre utal vissza. I Munvon (Lee Moon-won) kritikus később arról írt, hogy ironikus, mennyire hasonlított Seungri a regény főhőséhez, nemcsak a vonzó külseje, az üzleti érzéke és a fényűző partijai miatt, de azért is, mert mindketten „illegális és erkölcstelen tevékenységekkel akartak hírnevet és gazdagságot szerezni”. A lemez 2018-ban jelent meg, nem sokkal a botrány kirobbanása előtt és Seungri az albummal azonos című turnén vett részt, szólóelőadóként először. Az együttese többi tagja épp a kötelező sorkatonai szolgálatát töltötte, és Seungrinak is 2019 márciusában kellett volna bevonulnia.

### A Burning Sun klub

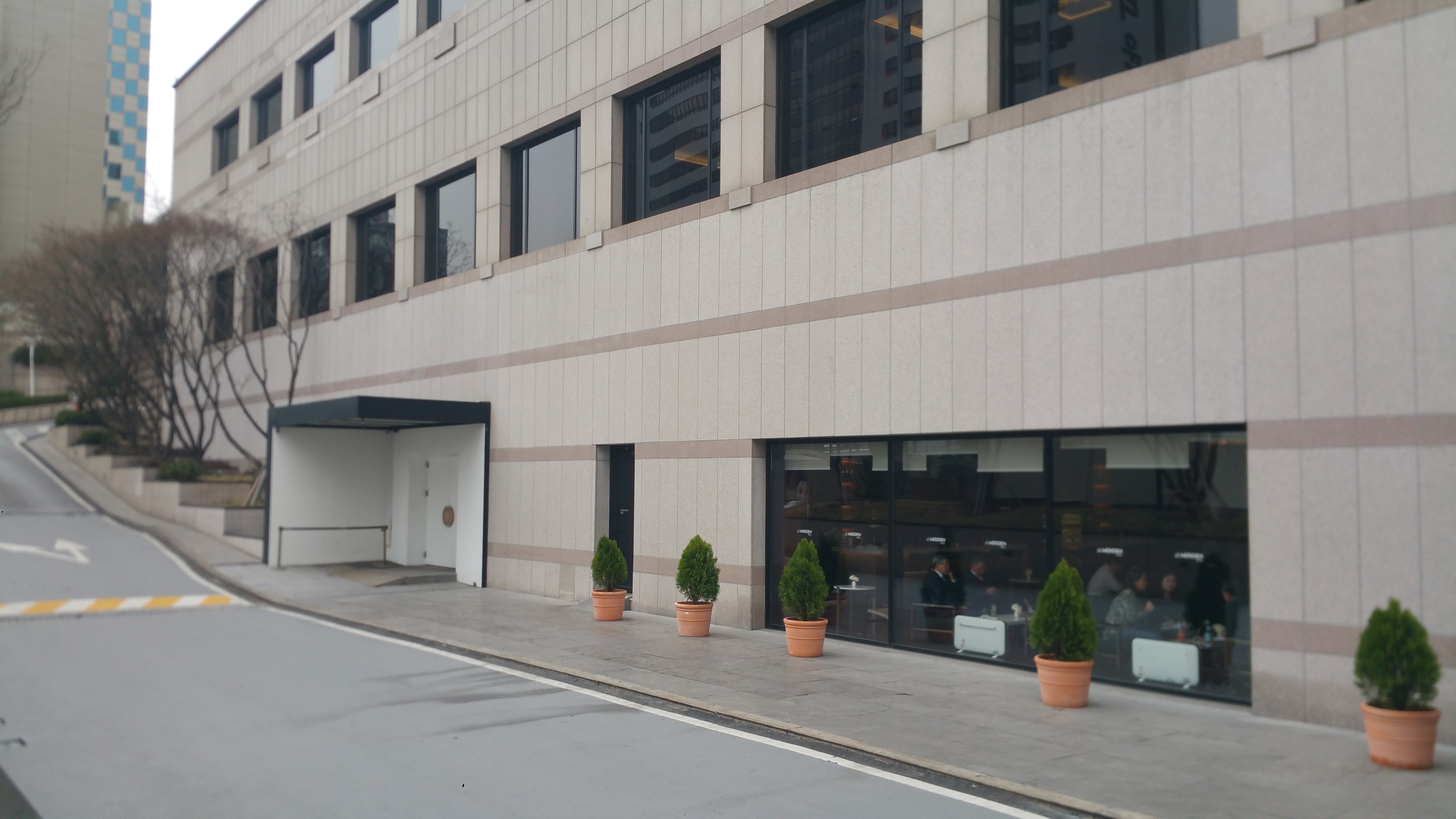
A Burning Sun bejárata a Le Méridiennél

A Burning Sun klub (hangul: 클럽 버닝썬) Szöul Kangnam (Gangnam) kerületének Jokszam (Yeoksam) nevű tong (dong)jában nyílt meg a Le Méridien hotel épületében 2018. február 23-án, majd a botránnyal összefüggésben 2019. február 17-én zárták be. A luxushotel a Ritz-Carlton szállodát váltotta fel, 2017 szeptemberében nyílt meg. A Burning Sunra sokan csak „Seungri klubjaként” hivatkoztak.
A Burning Sun „Dél-Korea legelegánsabb és legjobb klubjaként” reklámozta magát. A legalsó szinten EDM (elektronikus tánczene) szólt, egy teljes szinten pedig hiphop. Rendelkezett VIP-bejárattal, 60 VIP-asztallal és a vendégek számára szállást is biztosított. Az itallapon többezer dollárba kerülő pezsgők is szerepeltek. A modern hangrendszert a brit Funktion-One gyártotta és a cég egyik vezetője személyesen felügyelte a munkálatokat. Seungri a klub vezető DJ-inek egyike volt, olyan helyi és külföldi lemezlovasok is játszottak itt, mint R3hab.
A Burning Sun vezérigazgatói I Munho (이문호, Lee Moon-ho) – Seungri barátja, – és I Szonghjon (이성현, Lee Sung-hyun) voltak, utóbbi a Le Méridient üzemeltető cég korábbi vezetőségi tagja volt. Seungri a hét belső igazgató egyike volt, 2019 januárjában lemondott. Az énekes a Yuri Holdings egyik alapítója, melynek a klubot üzemeltető Burning Sun Entertainmentben is volt legalább 20% részesedése. Ezt a céget azért hozta létre 2016-ban Ju Inszok (Yoo In-seok)kal közösen, hogy az éttermeit és a szórakoztatóipari érdekeltségeit felügyelje. Seungri februárban, Ju (Yoo) pedig márciusban hagyta ott a céget. Seungri egy interjúban úgy nyilatkozott, a Burning Sun ügyvezetője I Munho (Lee Moonho), az ő nevét pedig marketingre használták, miután tízmillió vont (kb. 2,5 millió forintot) fektetett a klub nyitásába. Seungri szerint a klub befektetői listája a következő volt: a Le Méridien Seoul tulajdonosai rendelkeztek 42%-kal, I Szonghjon (Lee Sung-hyun) 8%-kal, a Yuri Holdings 20%-kal, Lin asszony (egy tajvani befektető) 20%-kal, I Munho (Lee Moonho) pedig 10%-kal.

### Seungri nevével fémjelzett egyéb klubok
A 2016-ban nyílt kangnam (gangnam)i Monkey Museum volt az egyik klub, amelyhez Seungrinak is köze volt. Trendi hiphop-klub volt, melynek Seungri, Ju (Yoo) és más K-pop-énekesek közösen voltak a tulajdonosai. A botrány kivizsgálása során kiderült, hogy a klub illegálisan működött bárként, miközben étteremként volt bejegyezve, később pedig azzal vádolták meg Seungrit és Ju (Yoo)t, hogy sikkasztottak a bevételből.
Még korábban, a 2014-ben nyílt Club Arenával is kapcsolatba hozták. Az EDM és hiphop zenéket játszó, 700 fős klubnak szigorú öltözködési szabályai voltak, rendszeresen látogatták hírességek. A vádak szerint ez volt az egyik klub, ahol szexuális szolgáltatásokat nyújtottak a befektetőknek, Seungri szervezésében. A nyomozás során a klub tulajdonosát és egyik vezetőjét letartóztatták adócsalás vádjával.

### Seungri barátai, a botrány résztvevői
Seungri szoros barátságot ápolt Csong Dzsunjong (Jung Joon-young)gal és Cshö Dzsonghun (Choi Jong-hoon)nal is, akik részt vettek a YG Entertainment YG Republique nevű éttermének megnyitóján Kuala Lumpurban, 2017 augusztusában. Csong (Jung), aki a botrány szexvideókkal kapcsolatos részének főszereplőjévé vált, évek óta Seungri baráti köréhez tartozott. 2015-ben egy rádióműsorban telefonon is beszéltek, 2018 augusztusában pedig Seungri szerepelt a Salty Tour (짠내투어) című turisztikai valóságshowban is, ahol Csong (Jung) állandó szereplő volt. Az epizódban Seungri a kínai Hsziamen (Xiamen)ben arra kérte Kim Szedzsong (Kim Se-jeong) színésznő-énekesnőt, hogy válasszon a műsor öt férfi vendége közül kedvencet és töltsön neki italt. Az epizód miatt sok néző felháborodott és a műsort a koreai médiahatóság megbüntette helytelen viselkedés és potenciális szexuális zaklatás miatt.

## A botrány kirobbanása és fejleményei

### 2019. január: tettlegesség a Burning Sunban
A Burning Sun-botrány kirobbanása 2019 januárjára vezethető vissza, amikor az MBC Newsdesk híradó beszámolt a 29 éves Kim Szanggjo (Kim Sang-kyo) esetéről, aki azt állította, hogy 2018. november 24-én a klub személyzete bántalmazta, amikor megpróbált segíteni egy nőnek, aki szexuális zaklatás áldozata volt. A rendőrség azonban Kimet tartóztatta le, többek között testi sértés, közszemérem elleni vétség, rágalmazás és a hatóság akadályozása vádjával. A férfi azt is állította, hogy a rendőrség megverte, miután letartóztatták. Az esetre egy hónappal később derült fény, amikor Kim a PobeDream (보배드림, BobaeDream) nevű online fórumon közzétette a sérüléseiről készült fényképeket és azoknak a rendőröknek a nevét és rangját, akik állítólag bántalmazták. 2019 jnauárjában Kim létrehozott egy petíciót a Kék Ház honlapjának erre szolgáló felületén (Cshongvade kugmincshongvon (Cheongwade gugmincheongwon), 청와대 국민청원, „állampolgári petíciók a Kék Házhoz”), melyben részletezte a Burning Sun alkalmazottai és a rendőrség által okozott sérüléseit, valamint azt is állította, hogy a klub alkalmazottai nőket drogoznak be és a vezetőséget korrupt szálak fűzik a rendőrséghez. Egy másik petíció azonnali kivizsgálást sürgetett a bedrogozások ügyében. Kim petícióját több mint 200 000-en írták alá, ez pedig azt jelentette, hogy a hatóságoknak hivatalos választ kellett adniuk rá.

### Korai vádak a Burning Sun ellen
A vizsgálat kezdetben Kim kijelentéseit igyekezett felderíteni, hogy valóban történtek-e bűncselekmények a létesítményben, és ha igen, kik a felelősek érte. Január 28-án az MBC Newsdesk riportja bemutatott két biztonságikamera-felvételt, az egyiken állítólag a Kim elleni erőszak volt látható, a másikon egy állítólagosan bedrogozott nőt vonszoltak egy folyosón. A KBS riportja megszólaltatott egy korábbi alkalmazottat, aki szerint a klub VIP részlegében illegális droghasználat folyt. Február 14-én az MBC szerint egy állítólagos VIP vendég üzeneteket kapott a klub alkalmazottaitól, melyben bedrogozott nőket ajánlottak fel neki szexuális tevékenység céljából. Az illető azt is állította, hogy videót is kapott, melyben egy elkábított nőt erőszakoltak meg.
2019 januárjának végére már a szöuli fővárosi rendőrség nyomozott az ügyben, melyben felmerült a helyi kangnam (gangnam)i rendőrség korrupciója is. Külön csoportot jelöltek ki a vádak kivizsgálására. A rendőrség Seungri hírneve és a jelentős médiafigyelem miatt reagált gyorsan a bejelentésre, és azt is kijelentették, hogy minden kangnam (gangnam)i klubot vizsgálnak.
Seungri kapcsolata a klubbal hamar a médiafigyelem középpontjába került. Jang Hjonszok (Yang Hyeonseok), a YG Entertainment akkori vezetője nyilatkozatott adott ki január 31-én, miszerint Seungri Kim megtámadásának napján ugyan a klubban tartózkodott, de a kérdéses időpontban már nem volt ott. A nyilatkozat szerint Seungri a közelgő katonai szolgálata miatt mondott le a klub igazgatói pozíciójáról. Seungri csak február 2-án, egy Instagramon közzétett üzenetben reagált személyesen. Állítása szerint nem volt a klubban, amikor a feltételezett támadás történt, nem vett részt a klub napi igazgatásában és működtetésében, de bocsánatot kért, amiért nem vállalata a felelősséget a kezdetektől fogva.

### Az első KakaoTalk-üzenetek közzététele
2019. február 26-án az SBS FunE csatorna közzétette az első felvételeket a KakaoTalk-üzenetekből, melyek később fontosak lettek a nyomozás szempontjából. A csatorna szerint anonim személytől származtak, aki február 22-én küldte el őket a Korrupcióellenes és Polgárjogi Bizottságnak. A beküldött üzenetek között 2015-ös keltezésűek is voltak, melyek arra engedtek következtetni, hogy Seungri utasította a Burning Sun dolgozóit, hogy szerezzenek prostituáltakat a Szöulba látogató külföldi befektetők számára egy másik kangnam (gangnam)i klubba. A beküldő szerint azért nem küldte el ezeket a rendőrségnek, mert a rendőrök is közreműködtek. Március 4-én a rendőrség sajtókonferencián közölte, hogy nem kapták meg az eredeti, szerkesztetlen üzeneteket és fenntartásaik vannak a valódiságuk tekintetében. A sajtókonferenciát nem sokkal azelőtt tartották, hogy egy SBS-riportban felfedték, hogyan kerültek hozzájuk az üzenetek.
Február 27-én a szöuli rendőrség kikérdezte Seungrit, valamint drogtesztet is végeztek rajta. Az énekes tagadta, hogy prostituáltakat próbált volna meg szerezni külföldi befektetők számára, tagadta, hogy tudott volna a KakaoTalk-üzenetekről, amelyeket a sajtó szerint a Burning Sun társalapítójával folytatott. Ugyancsak tagadta, hogy kábítószerrel élt volna. A média szerint több klubban is történtek hasonló esetek.
Március 8-án, a nemzetközi nőnapon tiltakozók vonultak az utcára Kangnam (Gangnam)ban, olyan társadalmi berendezkedést követelve, amely nem tárgyiasítja a nőket. A popsztárok elleni vádak súlyossága miatt az akkori elnök, Mun Dzsein (Mun Jaein) is megszólalt, elrendelte az ügy alapos kivizsgálását.
Seungrit március 10-én letartóztatták szexuális szolgáltatással való vesztegetés vádjával. Másnap az énekes bejelentette, hogy visszavonul a szórakoztatóiparból.

#### Március 11:Csong Dzsunjong(Jung Joon-young)KakaoTalk-szobájának felfedése
Csong Dzsunjong (Jung Joon-young) KakaoTalk-chatszobájának üzeneteit egy Pang Dzsonghjon (Bang Jung-hyun) nevű ügyvéd fedte fel, aki az SBS Eight O'Clock News című híradónak adott interjút március 11-én. Ő maga az információt egy névtelen informátortól szerezte, feltehetően egy telefonszervíz munkatársától, ahová Csong Dzsunjong (Jung Joon-young) elvitte a telefonját javíttatás céljából. Az informátor emailben kereste meg az ügyvédet és több száz, 2015 és 2016 között váltott csetüzenetet küldött át neki az énekes telefonjáról. Mikor a Burning Sun-botrány kirobbant, az üzenteket elküldték az SBS FunE-nak, valamint a Korrupcióellenes és Emberi Jogi Bizottságnak, a csetüzeneteket és a titokban felvett szexjeleneteket pedig közzétették. A műsorban az is elhangzott, hogy a fájlok integritásához nem fért kétség, azokat nem manipulálták (kivonatkód-ellenőrzéssel, azaz hash-kóddal rendelkeztek), így közvetett bizonyítékként is megállták a helyüket. Az ügyvéd szerint nem csak az derült ki az üzenetekből, hogy szexuális bűncselekményeket követtek el, de az is, hogy magas beosztású rendőrök védték őket.